# Eric With
Eric Vilhelm With, född 10 mars 1916 i Göteborg, död där 16 maj 2000, var en svensk målare och tecknare.
Han var son till maskinuppsättaren Martin Vilhelm With och Anna Maria Svensson och från 1939 gift med Edith Linnéa Isaksson. With utbildade sig till förgyllare och arbetade som sådan 1946–1957 men började redan vid sidan av sitt förvärvsarbete sysselsätta sig med konst. Han var huvudsakligen autodidakt och bedrev självstudier under resor till bland annat Nederländerna, Belgien, Frankrike och Spanien. Tillsammans med Gustav Grafström ställde han ut i Falkenberg 1958 och separat ställde han bland annat ut i Halmstad, Båstad och på Galerie Christinæ i Göteborg. Hans konst består av landskapsskildringar utförda i olika tekniker. With är representerad vid bland annat Västergötlands museum.